# Zdzisław Maklakiewicz

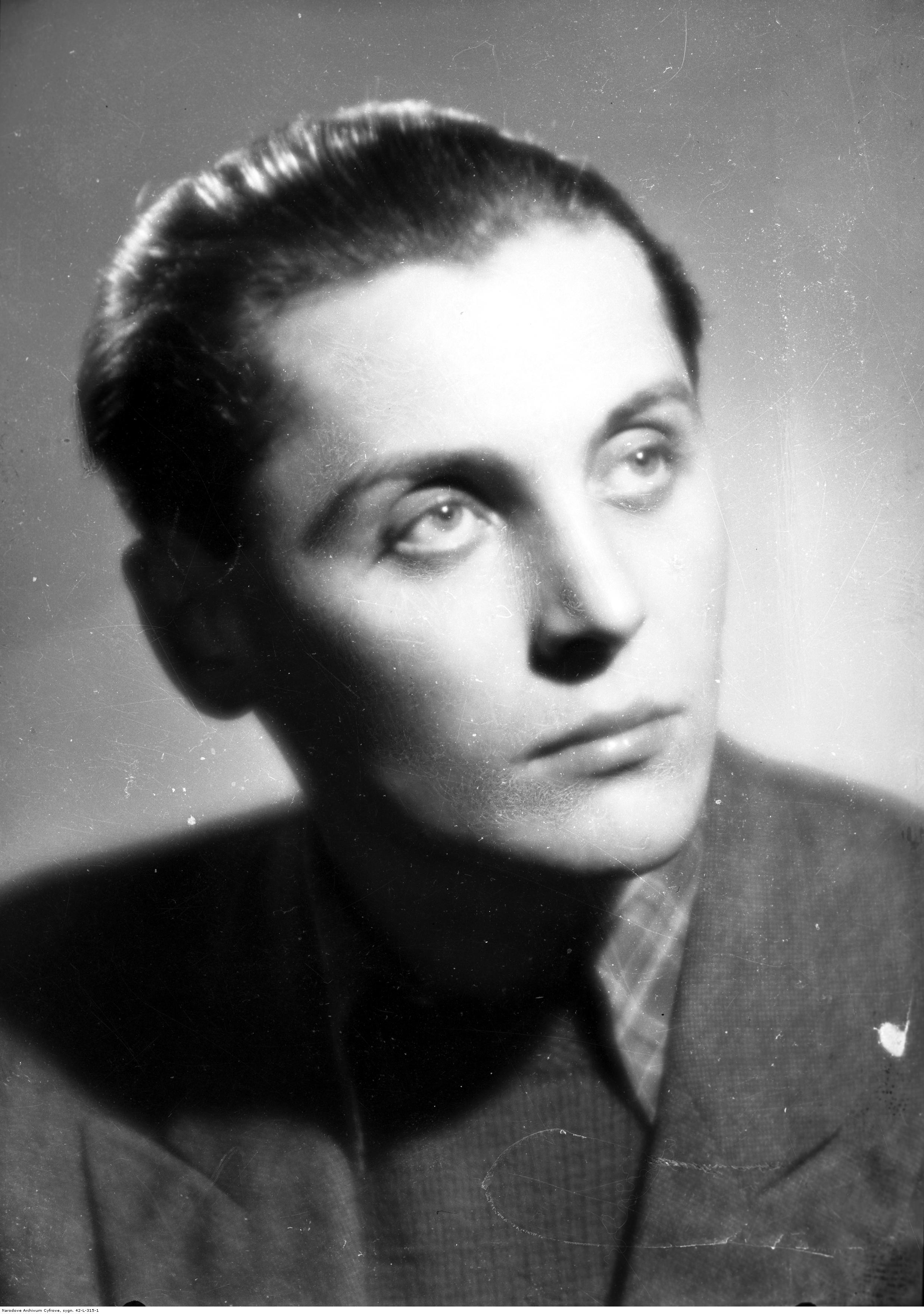
Zdzisław Maklakiewicz

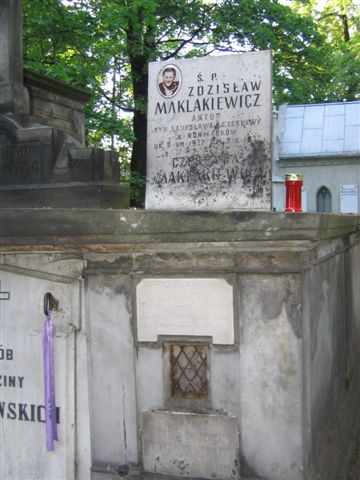
Das Grab des Schauspielers auf dem Powązki-Friedhof in Warschau

Zdzisław Maklakiewicz (* 9. Juli 1927 in Warschau; † 9. Oktober 1977 ebenda) war ein polnischer Film- und Theaterschauspieler.

## Leben
Während des Zweiten Weltkrieges nahm er am Warschauer Aufstand teil.
Nach dem Krieg studierte er an den Theaterhochschulen in Krakau und in Warschau und absolvierte die Theaterakademie in Warschau im Jahr 1950. Er war ein begabter Komödiant, im Duett mit seinem Freund Jan Himilsbach schuf er Gestalten aus dem täglichen Leben, wie im Film „Rejs“ (deutsch „Rejs – der Ausflug“, 1970), in dem er den Ingenieur Mamoń, eine Verkörperung der Banalität, mimte. Seine oft vor laufender Kamera improvisierten Dialoge vom „Rejs“ gehören zum Schatz polnischer Sprichwörter.
Als Theaterschauspieler wirkte er in Krakau, Danzig, Breslau und Warschau. Er litt an Alkoholmissbrauch; er wurde in Warschau von  Funktionären der Bürgermiliz auf der Straße zu Tode geprügelt.
Er wurde postum vom Staatspräsidenten am 2. August 2009 mit der Offizierskreuz des Polonia-Restituta-Ordens ausgezeichnet.

## Filmografie (Auswahl)
- 1960: Das gemeinsame Zimmer (Wspólny pokój)
- 1961: Samson
- 1963: Die Kunst, geliebt zu werden (Jak być kochana)
- 1964: Das Gesetz und die Faust (Prawo i pięść)
- 1964: Fackeln im Wald (Barwy walki)
- 1964: Der erste Tag der Freiheit (Pierwszy dzień wolności)
- 1965: Die Handschrift von Saragossa (Rękopis znaleziony w Saragossie)
- 1965: Der Augenblick des Friedens (Les Rideaux blancs)
- 1966: Wer kennt diese Frau (Ktokolwiek wie…)
- 1966: Barriere (Bariera)
- 1967: Boxer (Bokser)
- 1967: Volldampf voraus (Cała naprzód)
- 1967: Die gefrorenen Blitze
- 1968: Die Puppe (Lalka)
- 1970: Wie ich den zweiten Weltkrieg auslöste (Jak rozpętałem drugą wojnę światową)
- 1970: Der Ausflug (Rejs)
- 1972: Wie fern, wie nah… (Jak daleko stąd, jak blisko)
- 1974: Ihr Porträt (Jej portret)
- 1975: Zwei Welten im Hotel Pazifik (Zaklęte rewiry)
- 1976: Hasardeure (Hazardziści)
- 1976: Der Brünette erscheint am Abend (Brunet wieczorową pora)
- 1976: Wenn die Hoffnung stirbt (Zofia)
- 1977: Das Fohlen Karino (Karino)
- 1977: Die Bienenkönigin (Królowa pszczół)
- 1978: Was tust du mir, wenn du mich fängst? (Co mi zrobisz, jak mnie złapiesz)